# 普拉托拉-佩利尼亚
普拉托拉-佩利尼亚（義大利語：Pratola Peligna），是意大利阿布鲁佐大区拉奎拉省的一个市镇。总面积28.27平方公里，人口7878人，人口密度278.7人/平方公里（2009年）。ISTAT代码为066075。